# 러시아국
러시아국(러시아어: Россійское Государство 로시스코예 고스다르스트보[*])은 1918년 9월 23일 우파 주 회의에 의해 선포된 백군의 반볼셰비키 러시아계 국가였다. 이들은 1917년의 혁명과 10월 혁명, 그리고 독일과의 브레스트-리토프스크 조약에 자극되어 "국가 통합과 러시아의 독립권 회복"이라는 명목을 들어 "전러시아 최고 권력의 형성"을 목적으로 봉기하였다.

## 같이 보기
- 러시아 제국
- 러시아 공화국
- 러시아 내전
- 소련